# Ainhoa Aznárez
Ainhoa Aznárez Igarza, née le 4 août 1970, est une femme politique espagnole membre de Podemos.
Elle est présidente du Parlement de Navarre entre 2015 et 2019.

## Biographie

### Profession
Elle est éducatrice infantile et syndicaliste. Elle travaille pour son propre compte.

### Carrière politique
Elle milite dans divers mouvements sociaux. D'abord membre du Parti socialiste ouvrier espagnol, elle est élue conseillère municipale de Pampelune de 2003 à 2007. Elle quitte le PSOE en 2007 à la suite de la décision du parti de ne pas former un gouvernement alternatif de gauche en Navarre.
En 2014, elle participe à la création de Podemos en Navarre. Elle est cinquième sur la liste du parti pour les élections du 24 mai 2015 en Navarre. Son parti remportant neuf sièges, elle est donc élue députée. Le 17 juin 2015, elle est élue présidente du Parlement en obtenant les voix de Podemos, Geroa Bai, Euskal Herria Bildu et Izquierda-Ezkerra.